# Lijst van gouverneurs van Liangguang
De gouverneur van Liangguang was ten tijde van de Qing-dynastie een overheidsfunctie in China. De gouverneur beheerde de Chinese regio Liangguang, deze omvatte de provincies Guangxi en Guangdong. China had toen acht verschillende gouverneurs voor heel het land.

## Lijst van gouverneurs van Liangguang
- Fu Kangan (福康安): 1789–1793
- Deng Tingzhen (鄧廷楨): 1836–1840
- Lin Zexu (林則徐): 1840
- Qishan: 1840–1841
- Qitian (祁填): 1841–1844
- Qiying(耆英): 1844–1848
- Xu Guangjin (徐廣縉): 1848–1852
- Ye Mingchen (葉名琛): 1852–1858
- Huang Zonghan (黃宗漢): 1858–1859
- Wang Qingyun (王慶雲): Mei 1859 – Oktober 1859
- Lao Chongguang (勞崇光): 1859–1862
- Liu Changyou (劉長佑): 1862–1863
- Yan Duanshu (晏端書): Februari – Juli 1863
- Mao Hongbin (毛鴻賓): 1863–1865
- Ruilin (瑞麟): 1865–1874
- Yinghan (英翰): 1874–1875
- Liu Kunyi (劉坤一): 1875–1879
- Zhang Shusheng (張樹聲): 1879–1882
- Zeng Guoquan (曾國荃): 1882–1883
- Zhang Shusheng (張樹聲): 1883–1884
- Zhang Zhidong (張之洞): 1884–1889
- Tan Zhonglin (譚鍾麟): 1895–1899
- Li Hongzhang (李鴻章): 1899–1900
- Tao Mo: 1902–1903
- Cen Chunxuan (岑春煊): 1903–1906
- Zhou Fu (周馥): 1906–1907
- Zhang Renjun (張人駿): 1907–1909
- Yuan Shuxun (袁樹勛): 1909–1910
- Zhang Mingqi (張鳴岐): 1910–1911